# Mac OS X v10.1
Mac OS X v10.1 Puma（マック オーエス テン バージョンじってんいち ぴゅーま）は、Appleが開発・販売したMac OS Xの2番目のバージョンである。
バージョンナンバーは10.1。コードネームはPuma（ピューマ）。Mac OS X v10.0のリリースから半年後の2001年9月29日に公式リリースされた。
リリース当初はv10.0ユーザ向けに無償でアップグレードできるCD-ROM “Mac OS X v10.1 Instant Up-To-Date” が配布された。
2004年1月26日にリリースされたセキュリティアップデート以降、アップデータはリリースされておらず、サポートは終了している。

## 対応環境 / システム条件
- 対応コンピュータ - Power Macintosh G3シリーズ、Power Mac G4（Cube、Quick Silverを含む）、iMac（初代から）、eMac、PowerBook G3シリーズ（初代を除く）、iBook（初代から）
- RAM - 128MB以上
- ハードディスク容量 - 1.5GB以上

## 新機能
システムパフォーマンス向上
UI、 Aquaの進化
キーボードショートカットの追加・改善
フルキーボードアクセス（キーボードからメニューバーを操作可能に）
Dockの表示位置を選択可能に。
ユニバーサルアクセス
メニューエクストラ（10.0でのDocklingの置き換え）
Finder
Finderがホイールマウスに対応
CD作成機能の統合
ファイル名表示の改善
Finderのカラム表示幅調整
ファイルごとに拡張子の表示を選択できるようになった
Image Capture
デジタルカメラからの画像自動ダウンロード
ことえり3
AI変換に対応。変換効率が大幅に向上。「関連文字へ変換」機能の追加
ネットワーク互換性強化
SMB/CIFSクライアント機能が付属。iDiskがWebDAVベースに。
その他
DVD再生とオーサリングサポート
グラフィック性能と印刷機能を強化
AppleScriptの機能強化
ColorSync4.0

## バージョン情報
- 2001年9月29日 - Mac OS X v10.1 (build 5G64)
- 2001年11月13日 - Mac OS X v10.1.1 (build 5M28)
  - Apple: Mac OS X Update 10.1.1: Information and Download
- 2001年12月20日 - Mac OS X v10.1.2 (build 5P48)
  - Apple: Mac OS X Update 10.1.2: Information and Download
- 2002年2月19日 - Mac OS X v10.1.3 (build 5Q45)
  - Apple: Mac OS X Update 10.1.3: Information and Download
- 2002年4月17日 - Mac OS X v10.1.4 (build 5Q125)
  - Mac OS X Update 10.1.4 に関する情報とソフトウェアのダウンロード
- 2002年6月5日 - Mac OS X v10.1.5 (build 5S60)
  - Mac OS X Update 10.1.5 に関する情報とソフトウェアのダウンロード